# Jüdische Friedhöfe im Nationalsozialismus

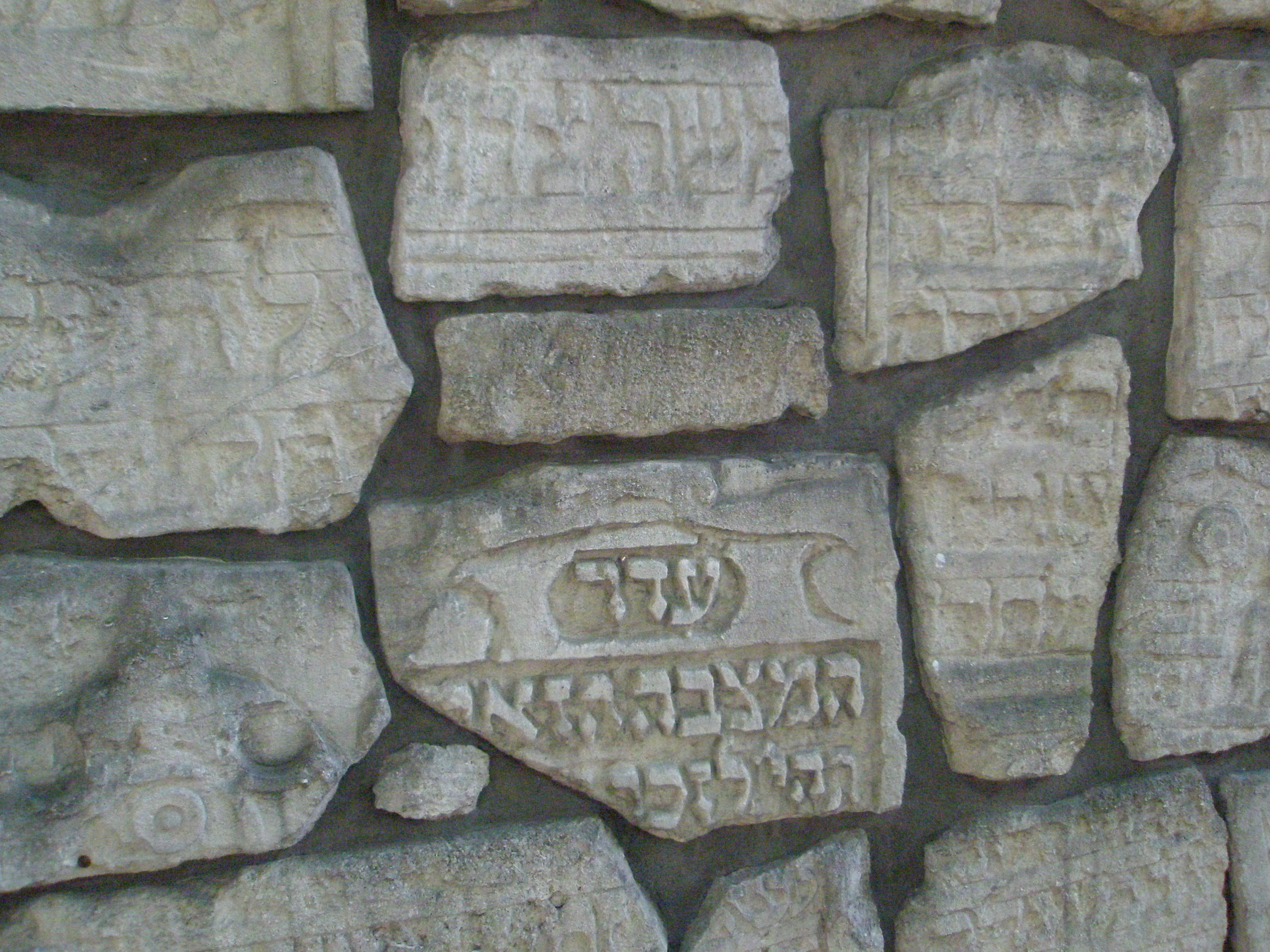
Fragmente zerschlagener Grabsteine, Remuh-Friedhof Krakau-Kazimierz (2010)

Jüdische Friedhöfe waren Zeugnisse jüdischen Lebens, die das NS-Regime ebenso wie die Juden selbst zu vernichten trachtete. Was bei Synagogen und anderen Einrichtungen jüdischer Gemeinden sehr weitgehend vollzogen wurde, ließ sich im Bestattungswesen so nicht realisieren. Geschändet und mit zwischenzeitlich abgeräumten und gelagerten Grabsteinen, waren viele Friedhöfe 1945 auf dem Gebiet von Deutschland in den Grenzen von 1937 immer noch existent. Sie bilden daher heute die größte Gruppe jüdischer Kulturdenkmale in Deutschland. Außerhalb des Altreichs konnte der NS-Staat jüdische Friedhöfe weit umfassender zerstören.
Zum Erscheinungsbild eines jüdischen Friedhofs gehören: Einfriedung, Gebäude, Wege, Gräber, Grabsteine und Bewuchs. Die intakte Einfriedung hat für jüdische Friedhöfe besondere Bedeutung, weil sie einerseits die Unversehrtheit der Gräber sichert (jüdische Gräber werden nicht für einen bestimmten Zeitraum, sondern auf Dauer angelegt), andererseits die Gräber als Ort der Totenunreinheit gelten, der von der Welt der Lebenden klar abgegrenzt wird. In diesem Zusammenhang gibt es auf jüdischen Friedhöfen auch eine Waschgelegenheit, um nach dem Friedhofsbesuch eine rituelle Reinigung (Netilat Jadajim) durchzuführen. Außerdem gehört zum Ensemble eines jüdischen Friedhofs das Tahara-Haus, in dem der Leichnam für die Beisetzung vorbereitet wird, manchmal verbunden mit einer Aufbahrungshalle. Eine gärtnerische Gestaltung der Anlage, auch mit Bäumen, wurde seit dem 19. Jahrhundert vielerorts üblich.
Die hohe Umfassungsmauer und die Lage, oft etwas außerhalb von Ortschaften, machten jüdische Friedhöfe aus Tätersicht zu geeigneten Schauplätzen des Holocaust. Hinrichtungen (Erschießungen) ließen sich auf Friedhöfen ebenso durchführen wie Leichenverbrennungen.

## Altreich

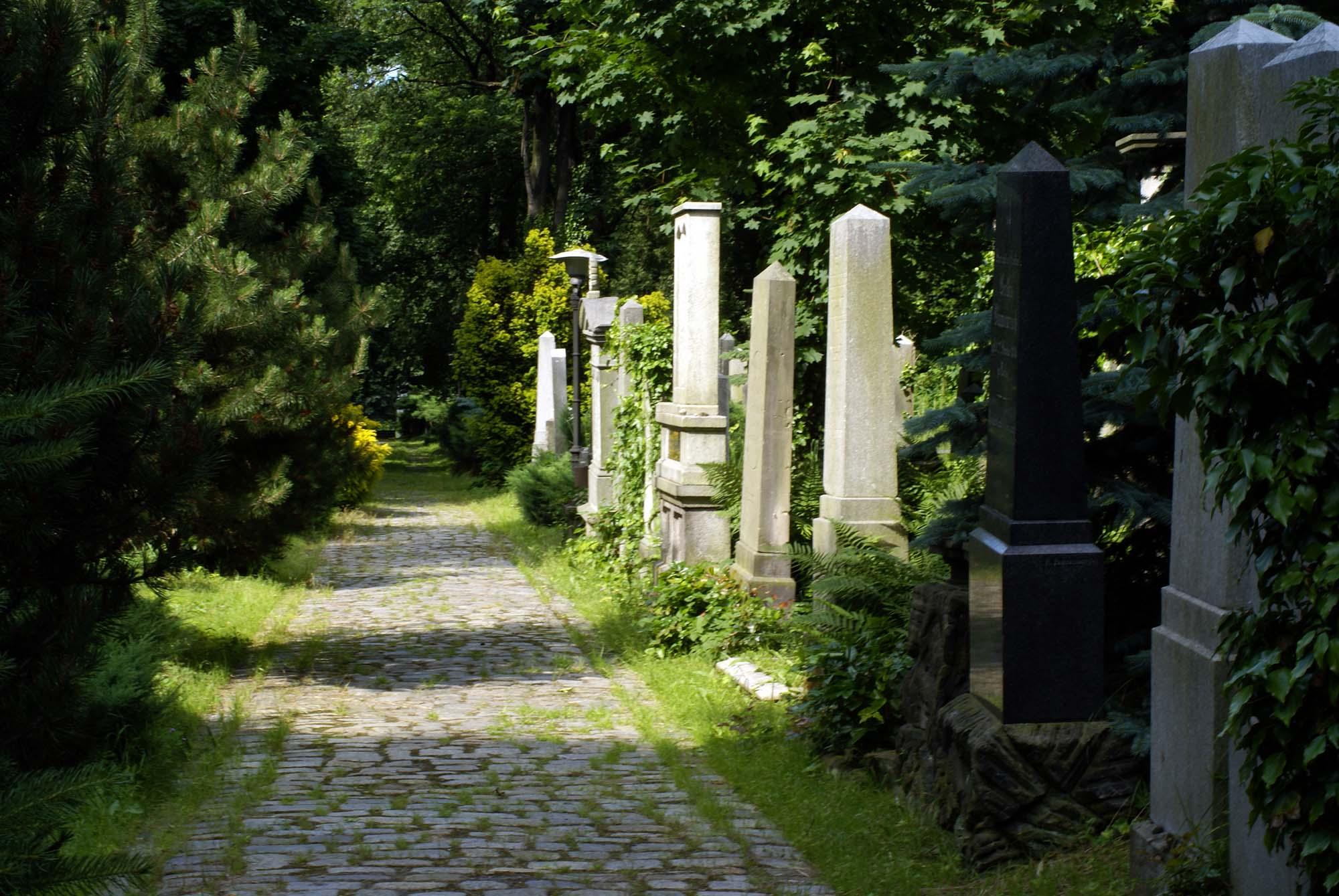
Alter Jüdischer Friedhof Breslau mit parkartiger Anlage (2010)

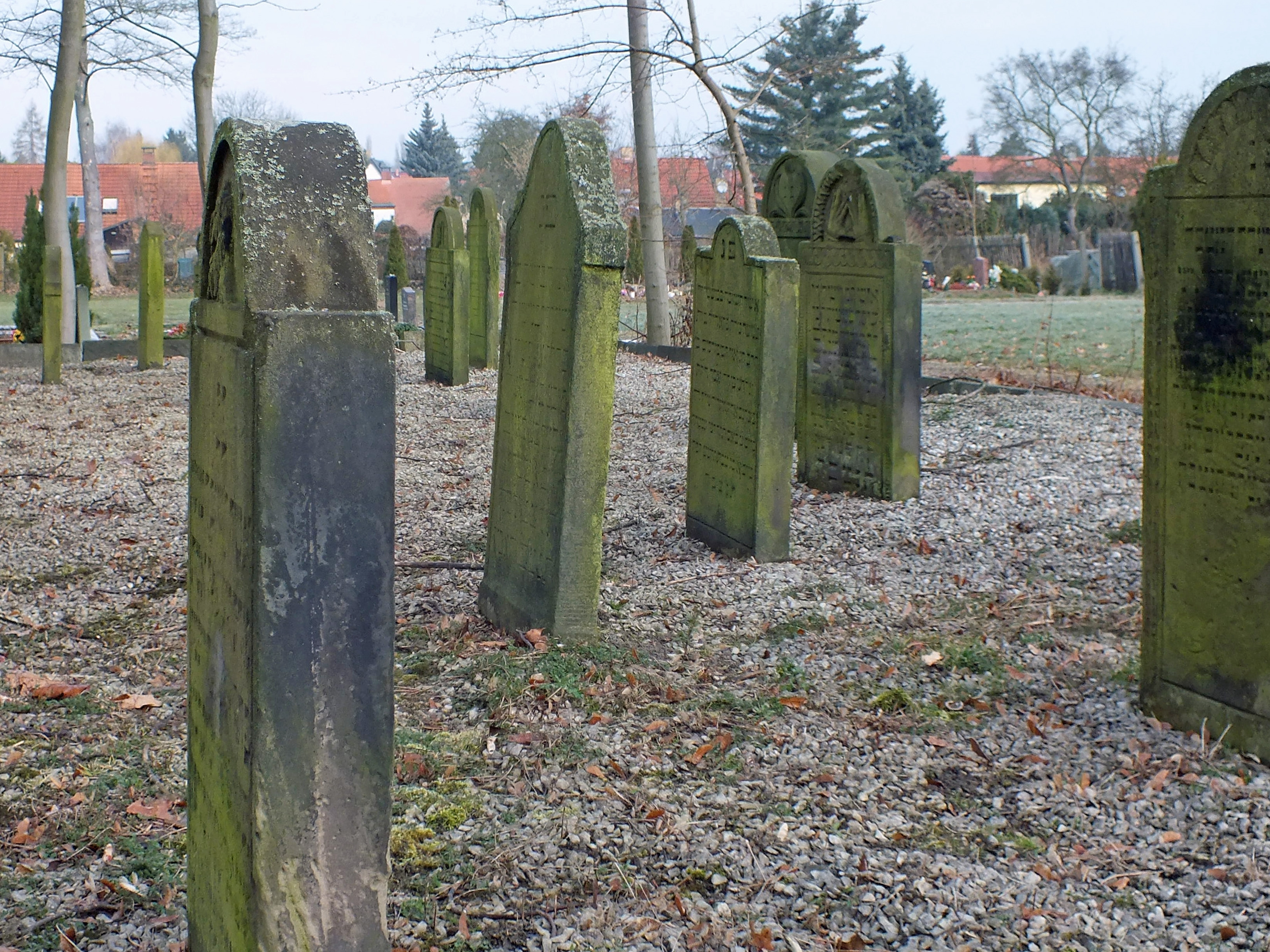
Leipzig: Vom Ersten Jüdischen Friedhof auf den Neuen Israelitischen Friedhof versetzte Grabsteine (2015)

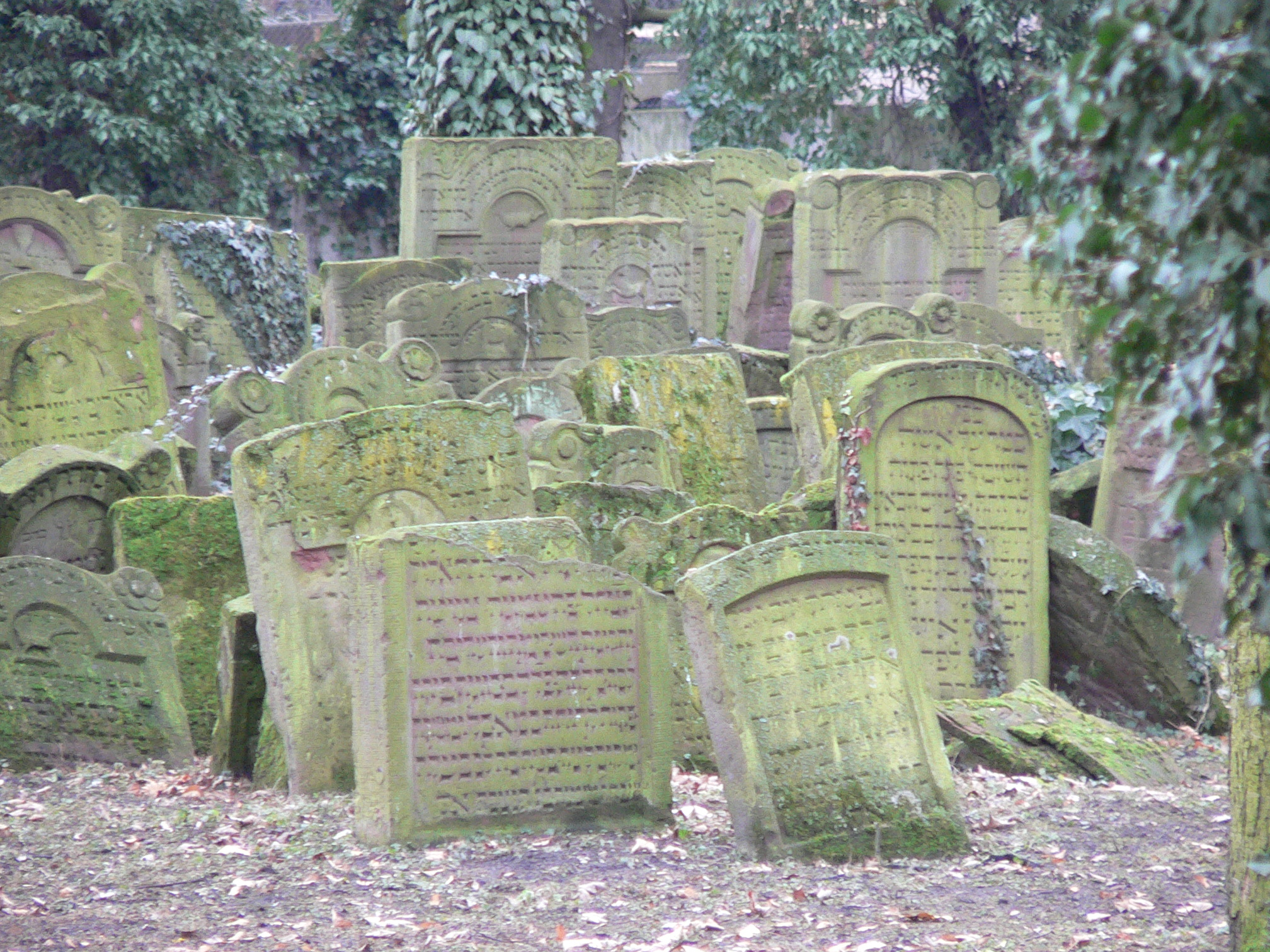
Frankfurt, Battonnstraße: Gruppe unzerstörter Grabsteine (2006)

Das Bestattungsrecht gehörte zum „normenstaatlichen Kontinuum“, das aus der Zeit vor 1933 stammte und weiterhin in Kraft blieb; es war Landesrecht, und es bestand auf diesem Feld eine Gleichbehandlung jüdischer und anderer Friedhöfe. Das verunmöglichte dem NS-Regime eine reichsweite Regelung, die eine Beseitigung der jüdischen Friedhöfe im Altreich begründet hätte. „Die im ‚Altreich‘ lebenden und verbleibenden jüdischen Deutschen sahen sich einem zunehmenden Diskriminierungs-, Entrechtungs- und Verfolgungsdruck ausgesetzt und wurden schließlich in den sicheren Tod deportiert. Die Ruhestätten der in Deutschland gestorbenen und begrabenen Juden behandelten die Behörden dagegen bis Kriegsende […] überwiegend nach geltendem Verwaltungsrecht.“
Ein Beispiel einer Friedhofsschändung in den ersten Jahren der NS-Herrschaft ist aus Oldenburg bekannt: In der Nacht zum 28. Mai 1935 wurden auf dem jüdischen Friedhof in Osternburg laut Polizeibericht neun Grabsteine „umgeworfen“. Nach Ermittlungen des Gendarmeriestandorts Osternburg kamen als Täter fünf Werkdienstmänner des SA-Hilfswerklagers Blankenburg in Frage. Aus der Mitte der ca. 300 Mann starken Gruppe konnten die Täter allerdings nicht ermittelt werden.
Als Nationalsozialisten unternahmen Kommunalpolitiker häufig Vorstöße, die Friedhöfe auf ihrem Gemeindegebiet zu entfernen, da sie ein „Schandfleck“ seien, dessen Anblick der Bevölkerung nicht zugemutet werden könne. Diese waren aber meist nicht erfolgreich, mit Ausnahmen: Der Bürgermeister von Königswinter betrieb seit 1934 sehr aktiv die Schließung des jüdischen Friedhofs vor Ort, die der Regierungspräsident schließlich genehmigte. Gut dokumentiert ist der Fall des Jüdischen Friedhofs Ottensen: Die Altonaer Bauverwaltung versuchte auf verschiedenen Wegen, die Schließung des Friedhofs herbeizuführen, scheiterte aber damit. Dann trat durch das Groß-Hamburg-Gesetz eine neue Situation ein; Altona gehörte nunmehr zu Hamburg, und auf die „Führerstadt“ Hamburg wurde 1939 eine für Berlin geltende Sondervorschrift übertragen, wonach der Polizeipräsident die Schließung von Friedhöfen aus städtebaulichen Gründen verfügen konnte. Damit war für die Zerstörung jüdischer Friedhöfe in Berlin und in Hamburg ein Sonderrecht geschaffen worden, das z. B. für den Jüdischen Friedhof Ottensen bedeutete, dass er entwidmet und 1941/42 mit einem Hochbunker überbaut wurde.
In den 1940er Jahren war die jüdische Bevölkerung durch die Verfolgungsmaßnahmen so stark reduziert, dass man die Schließung von Friedhöfen mit dem Argument begründen konnte, diese würden nicht mehr gebraucht. Das änderte aber insofern nicht viel, als eine Ruhezeit von 40 Jahren nach Schließung einzuhalten war. Hier entwickelte sich die Situation regional verschieden, denn einige Städte und Kommunen setzten die Entwidmung und Auflassung geschlossener Friedhöfe trotzdem durch. In Leipzig und in Frankfurt am Main wurden auf dem Gelände zweier historischer jüdischer Friedhöfe, auf denen keine Beisetzungen mehr stattfanden, Schuttabladeplätze eingerichtet:
- Der jüdische Friedhof im Leipziger Johannistal, von 1814 bis 1864 belegt, war nationalsozialistischen Anwohnern schon länger ein Dorn im Auge. Bürgermeister Rudolf Haake nutzte eine Auslandsreise des Oberbürgermeisters Carl Goerdeler, um Fakten zu schaffen: Er veranlasste den Abriss des Mendelssohn-Bartholdy-Denkmals (1936) und beantragte erfolgreich die Kündigung des Erbpachtvertrages zum 30. Juni 1937. Ein von der jüdischen Gemeinde in Auftrag gegebenes juristisches Gutachten, das den Erbpachtvertrag für unkündbar erklärte, änderte daran nichts. Die jüdische Gemeinde war gezwungen, die Gebeine in ein Sammelgrab auf dem Neuen Israelitischen Friedhof umzubetten. 17 ausgewählte, kulturhistorisch wertvolle Grabsteine wurden dort aufgestellt, alle übrigen zerschlagen und als Grabfundamente verwendet.[8]
- In Frankfurt am Main wurde der Friedhof an der Battonnstraße aufgehoben, der von etwa 1270 bis 1828 genutzt worden war; die NS-Stadtregierung veranlasste die Zerstörung der rund 6.500 historischen Grabsteine.[9] 175 historisch oder künstlerisch wertvolle Grabsteine wurden davon ausgenommen und auf dem Friedhof in der Rat-Beil-Straße deponiert. Im Bombenkrieg musste die maschinelle Zerstörung der Grabsteine eingestellt werden, und Trümmerschutt wurde auf dem Friedhofsgelände abgeladen. 2.500 Grabsteine blieben so erhalten.[10]

Ein weiterer historischer Friedhof, der in dieser Phase zerstört wurde, war der alte jüdische Friedhof von Fulda (Rabanusstraße), auf dem von 1685 bis 1906 Beisetzungen stattfanden. In der Fuldaer Zeitung stand am 17. Januar 1939: „Der letzte Grabstein ist jetzt umgelegt. Die Steine wurden an Ort und Stelle so hergerichtet, daß sie evtl. anderen Zwecken nutzbar gemacht werden können. […] Es wäre zu wünschen, daß nun auch die Abfuhr der Steine beschleunigt werden könnte, so daß der geräumige Platz als Grünanlage bald eine Zierde der Stadtmitte wird.“
Im Februar 1939 wurde der Entwurf eines neuen Reichsfriedhofsgesetzes vorgelegt, der das Friedhofswesen ganz dem Staat unterstellte und den Kommunen weit reichende Handlungsmöglichkeiten zur Schließung konfessioneller Friedhöfe einräumte. Das wäre auch das Ende der jüdischen Friedhöfe gewesen, aber bei Kriegsausbruch wollte das NS-Regime Unruhe in den christlichen Gemeinden vermeiden und stellte daher dieses Gesetzesvorhaben zurück. Die jüdischen Friedhöfe blieben also bestehen, wurden aber auf verschiedene Weise geschändet, zunächst durch direkte Schädigungen, die seit 1938 gehäuft vorkamen, und dann ab 1942 durch Aktionen in Rahmen der „Reichsmetallspende“, die einen Vorwand bot, Gitter und andere metallene Objekte von jüdischen Friedhöfen zu entfernen. SA-Männer und Hitlerjugend nutzten die Gelegenheit, dabei auch steinerne Grabmale zu zertrümmern.
Im Laufe des Jahres 1942 gab die „Arisierung“ den Kommunen eine Möglichkeit an die Hand, direkt gegen die jüdischen Friedhöfe vorgehen zu können. Die jüdischen Gemeinden wurden der Reichsvereinigung der Juden in Deutschland eingegliedert, die damit formal zum Eigentümer der Friedhöfe wurde; 1942 wies das Reichssicherheitshauptamt die Reichsvereinigung an, deutschlandweit die Friedhöfe den Kommunen zum Kauf anzubieten. Dieses geschah. Da man seitens des Reichssicherheitshauptamts mit der baldigen Entfernung der Friedhöfe rechnete, trat nun das „Reichsinstitut für Geschichte des neuen Deutschlands“ auf den Plan, das nicht nur die Grabsteine fotografieren, sondern die Verstorbenen exhumieren wollte, um „Schädel- und sonstige Knochenmessungen“ durchzuführen. Im Anschreiben an die Kommunen heißt es dazu: „Dieses genealogische und anthropologische Material soll nun im Interesse der Erforschung der Judenfrage und damit der Erkenntnis des in den Führerreden immer wieder gekennzeichneten Hauptfeindes unseres Volkes wissenschaftlich erfaßt werden, ehe es bei der häufig zu erwartenden Auflassung von Judenfriedhöfen vernichtet wird und verloren geht.“ Am 3. August 1943 wurde das Vermögen der Reichsvereinigung der Verwaltung des Reichsfinanzministeriums unterstellt, das nun als Verkäufer der Friedhöfe gegenüber den kaufwilligen Kommunen auftrat. In einem Erlass vom 8. Januar 1944 ordnete der Reichsfinanzminister an, die Friedhöfe den Kommunen erneut zum Kauf anzubieten; allerdings sollten Letztere die Grundstücke mitsamt den Grabsteinen erwerben (wiewohl die Kommunen an diesen gar nicht interessiert waren). Erklärend hieß es dazu: „Die auf dem Begräbnisplatz vorhandenen Grabdenkmäler werden mitverkauft, obwohl sie noch den Juden gehören, wenn deren Vermögen nicht eingezogen oder verfallen ist. Nach den bisherigen Erfahrungen ist mit Ansprüchen der Eigentümer nicht zu rechnen.“ Diese Klausel sorgte bei den Bürgermeistern für Irritation, weil klar war, dass die jüdischen Eigentümer in den meisten Fällen ermordet worden waren, und der Sinn dieser Klausel daher unverständlich war. Die Lösung fand sich in einem juristischen Detail: Die Grabmäler waren aufzubewahren, ja, aber sie mussten als „selbständige Sachen“ dazu nicht an ihrem Ort verbleiben. Ein Rechtsgutachten des Deutschen Gemeindetages erläuterte, es reiche aus, die Grabsteine einige Jahre „irgendwo“ zu lagern: „Alsdann könnte, wenn ein Jude den Grabstein haben will, dieser herausgegeben werden. Es ist aber nicht damit zu rechnen, dass jemals ein solcher Antrag gestellt wird.“ Damit war für die Kommunen Anfang 1945 der Weg frei, die Friedhöfe zu erwerben, die Grabsteine abzuräumen und das Grundstück einer neuen Verwendung zuzuführen. Dafür war aber so kurz vor Kriegsende vielfach keine Zeit mehr.
Auf dem Alten Jüdischen Friedhof in Breslau fanden noch bis 1942 Beisetzungen statt; danach wurde er geschlossen. Es handelt sich um ein großes Areal: rund 12.000 Gräber (heutiger Zustand) auf einer Fläche von 4,6 ha. Bei den Kämpfen um Breslau (Februar bis Mai 1945) wurde der Friedhof zum Schlachtfeld, wobei er schwere Beschädigungen erlitt.
In dem Maße, wie jüdische Verfolgte aus Bereichen des öffentlichen Lebens verdrängt wurden, konnten große Friedhöfe zusätzliche Bedeutung gewinnen, wie es Zeitzeugen für Breslau beschrieben: der Friedhof als Ort für Familientreffen, Spaziergänge mit Freunden, ja sogar (auf dem unbenutzten Teil des Friedhofs) als Kinderspielplatz. Auf dem mitunter weiten Weg dorthin war man antisemitischen Anfeindungen durch Passanten ausgesetzt, nahm das aber in Kauf, weil der Aufenthalt auf dem Friedhof eine Art Erholung vom Alltag darstellte. Eine Wiese auf dem Alten Jüdischen Friedhof in Leipzig (Berliner Straße) diente jüdischen Kindern bis 1944 verbotenerweise als Spielplatz, da sie öffentliche Spielplätze nicht benutzen durften.

## Österreich

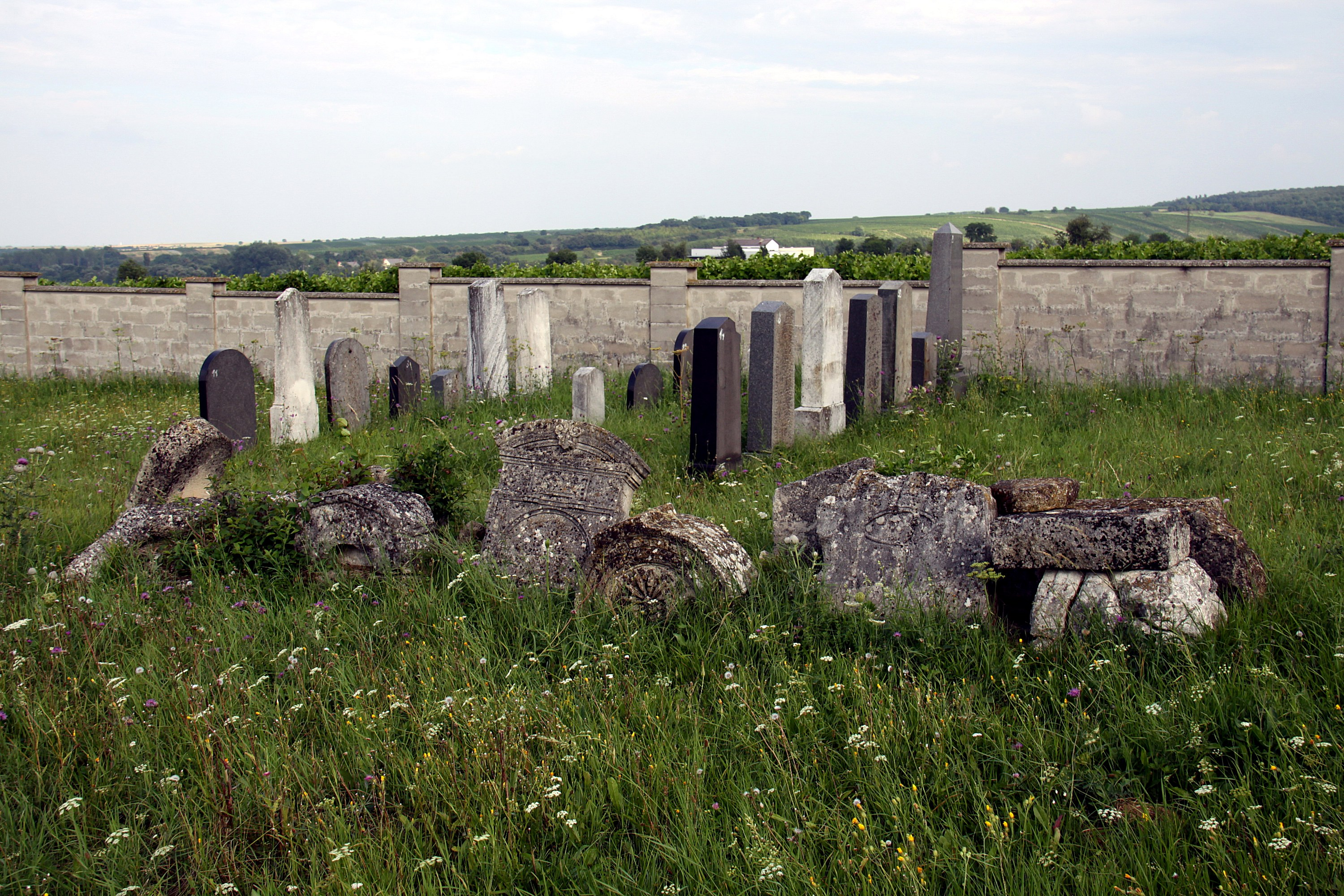
Israelitischer Friedhof Deutschkreutz; im Vordergrund die alten Grabsteine, die keiner Grabstätte mehr zugeordnet sind (2012)

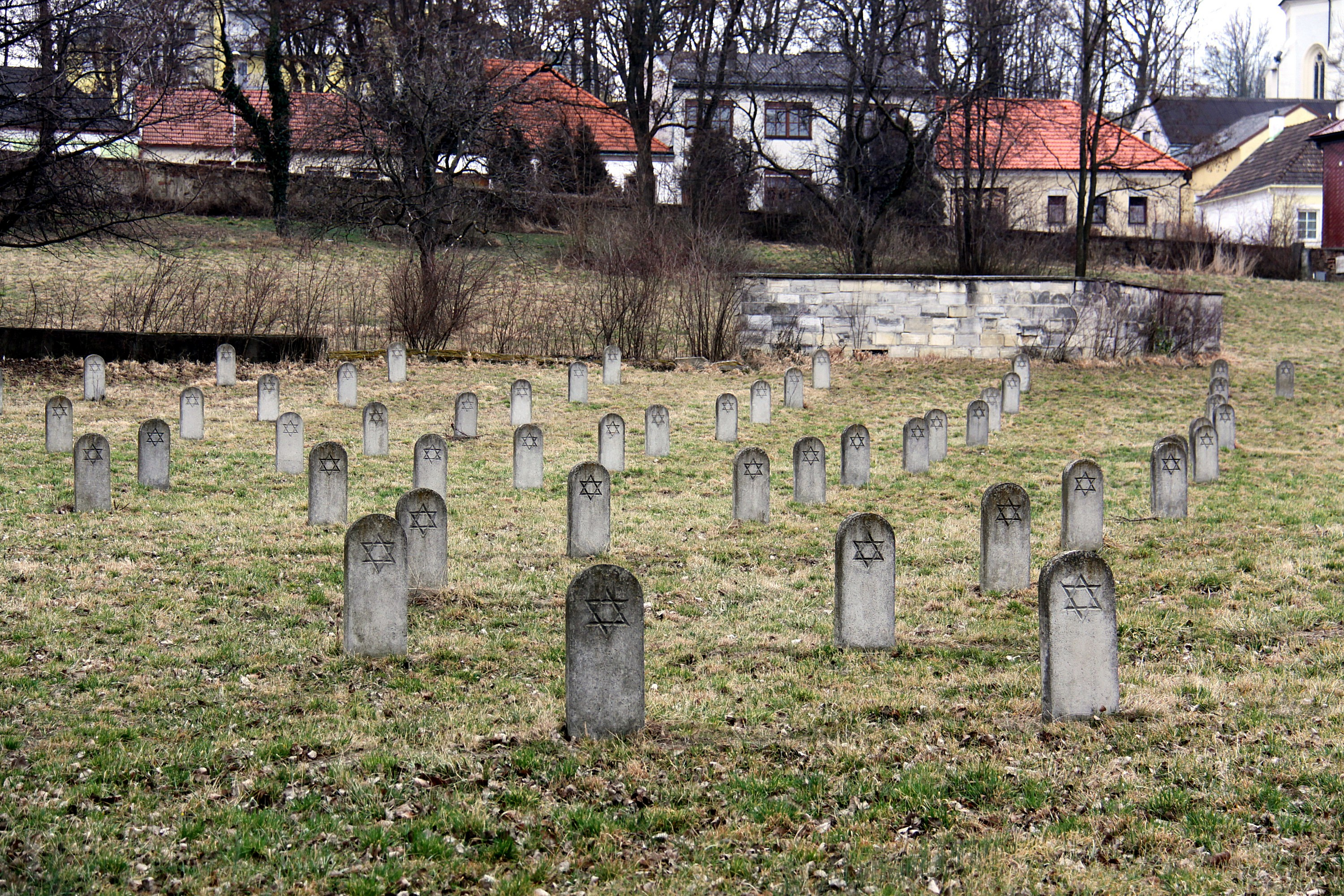
Jüdischer Friedhof Mattersburg. An Stelle der zerstörten Grabsteine wurden Betonstelen gesetzt (2012)

Für den Umgang der NS-Behörden mit jüdischen Friedhöfen in Österreich war das Israelitengesetz von 1890 grundlegend in Verbindung mit dem Gesetz zur Überleitung und Eingliederung von Vereinen, Organisationen und Verbänden vom 17. Mai 1938. Daraus ergab sich folgender typischer Ablauf: In einer ersten Phase (ab März 1938) schändeten Partei- und Volksgenossen sowie SA-Einheiten einen Friedhof. Darauf konfiszierten Gestapo oder Parteidienststellen das Grundstück. Weitere Akte von Vandalismus folgten im Zusammenhang mit den Novemberpogromen von 1938. Sodann wurde das Grundstück vermögensrechtlich an nichtjüdische Käufer übertragen. Die Friedhöfe sollten vollständig „geräumt“ werden, woran sich hygienische Überlegungen und die Frage einer Verwertung der Grabsteine anschlossen. Hans Kummerlöwe, Leiter des Naturhistorischen Museums Wien, meldete Interesse an anthropologischem Material aus den Gräbern an. Die Zentralstelle für Denkmalschutz befasste sich kurzzeitig mit den Grabsteinen, stellte dann aber fest, dass diese aus ihrer Perspektive nicht interessant waren. Nur die Friedhöfe Wien-Seegasse, Eisenstadt und Mattersburg stufte sie als denkmalwürdig ein.
In Wien wurde der Jüdische Friedhof Währing bei Bauarbeiten an einem Luftschutzbunker teilweise zerstört, auf einem anderen Teil ließ das Naturhistorische Museum Wien Exhumierungen zum Zweck der „Rassenkunde“ vornehmen und schändete so etwa 200 Grabstätten; der Ältestenrat der Juden Wiens ließ weitere 150 Gräber in einer Rettungsmaßnahme exhumieren und die Verstorbenen auf dem Zentralfriedhof beisetzen. Auf dem Areal entstand in der Nachkriegszeit der Arthur-Schnitzler-Hof. Auf der neuen jüdischen Abteilung des Wiener Zentralfriedhofs lagerten bis in die 1980er Jahre Steine des ältesten jüdischen Friedhofs Wiens an der Seegasse. Sie wurden in einer Rettungsmaßnahme 1943 hier vergraben, als die Stadtverwaltung Wiens den Friedhof Seegasse abräumen ließ, um daraus einen Spielplatz für eine öffentliche Schule zu machen.
In Mattersburg wünschte die Kommune 1941, das Gelände des historischen jüdischen Friedhofs in einen öffentlichen Park umzuwandeln. Der Prähistoriker Richard Pittioni plante, bei dieser Gelegenheit alle Skelette exhumieren und in das Naturhistorische Museum Wien bringen zu lassen. Der Altorientalist Viktor Christian, der Mattersburg besichtigte, war allerdings skeptisch, weil nicht genug Platz zur Aufbewahrung der Skelette eingeräumt werden könne, noch Fachleute sich mit ihrer Untersuchung befassen könnten. Ob tatsächlich Leichen in Mattersburg exhumiert wurden, ist nicht belegbar; die Quellen erwähnen nur die Verarbeitung jüdischer Grabsteine durch örtliche Steinmetzbetriebe. Der Friedhof wurde völlig zerstört, die alten Grabsteine abgeräumt, um sie zum Bau von Panzersperren gegen die vorrückende Rote Armee zu verwenden. Viele dieser Grabsteine sollen danach in Privathäusern als Bodenbelag verbaut worden sein. Ähnlich wurden die Grabsteine des jüdischen Friedhofs in Deutschkreutz für Panzersperren, aber auch zum Bau der Terrasse von Schloss Nikitsch missbraucht. Im Burgenland betrieb eine Steinmetzfirma einen Handel mit gestohlenen jüdischen Grabsteinen; diese Steine ließen sich nach Kriegsende nur zu einem geringen Teil ermitteln.

## Reichsgau Sudetenland, Protektorat Böhmen und Mähren

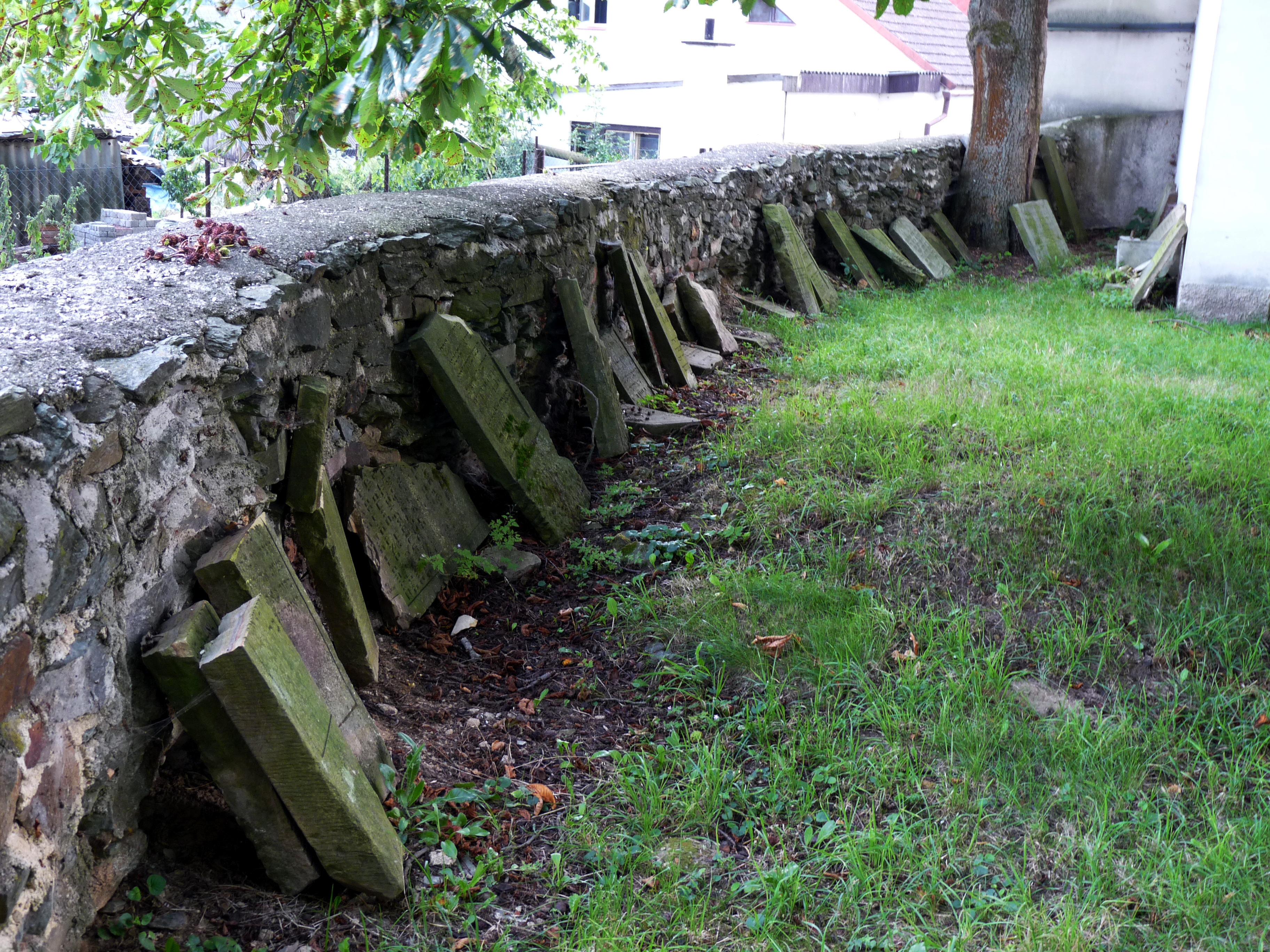
Grabsteinfragmente an der Friedhofsmauer, Úsov (2014)

In diesen Territorien wurden unter der NS-Herrschaft etwa 30 Friedhöfe vollständig zerstört, die meisten davon im Sudetenland. Etwa 40 weitere Friedhöfe wurden vorsätzlich verwüstet. Dass jüdische Friedhöfe in Böhmen und Mähren verglichen mit denen in anderen von NS-Deutschland besetzten Gebieten relativ gut erhalten sind, hängt wahrscheinlich mit der Tätigkeit des von der SS eingerichteten Jüdischen Zentralmuseums in Prag zusammen, das ein Interesse an der „Musealisierung jüdischer Kultur“ förderte. Diese antisemitisch motivierte Sammlungstätigkeit reduzierte die Akte von Vandalismus gegen Friedhöfe.
Beispielsweise wurde in Prostějov (Mähren, damals Tschechoslowakei) ein zerstörter Friedhof, auf dem sich 1924 Grabsteine befanden, entdeckt. Er war 1801 angelegt worden. Die Gräber wurden etwa im Jahr 1943 durch die Nazis entweiht. Viele der Grabsteine wurden zertrümmert und für Baumaßnahmen verwendet. Bei einer Entdeckung durch ein Forscherteam war damals ein ganzer Hinterhof eines Hauses in Prostějov mit etwa 50 großen Grabsteinblöcken gepflastert worden. Während des Krieges wurden die Grabsteine kostenlos abgegeben. Nach dem Krieg wurde der Friedhof als Sportplatz genutzt. In den 1950er Jahren war er eine Zeit lang ein Vergnügungspark. Heute ist er ein öffentlicher Park. Bisher konnten ca. 150 Grabsteine wiedergefunden werden.
Folgende Friedhöfe wurden durch Nationalsozialisten verwüstet:
- Chodová Planá/Kuttenplan: Neuer Friedhof von 1890.
- Dlouhá Ves/Altlangendorf: Friedhof aus dem 18. Jahrhundert.
- Dobříš/Dobritsch: Friedhof aus dem 17. Jahrhundert.
- Láznĕ Kynžvart/Königswart: Der mittelalterliche Friedhof Königswart mit Gräbern aus dem 16. Jahrhundert wurde fast vollständig zerstört und die Grabsteine zum Straßenbau benutzt.[28]
- Mariánské Lázné/Marienbad: Neuer Friedhof von 1875. Täter waren in diesem Fall sudetendeutsche SA-Männer, die während der Novemberpogrome 1938 auch die Große Synagoge in Brand setzten.[28]
- Rokytnice v Orlických Horách/Rokitnitz im Adlergebirge: Friedhof von 1718.
- Rožmberk nad Vltavou/Rosenberg an der Moldau: Friedhof aus dem 18. Jahrhundert. Viele Grabsteine wurden hier 1939 von Jugendlichen umgestürzt.[29]
- Tachov/Tachau: Alter jüdischer Friedhof aus dem frühen 17. Jahrhundert. Hier befand sich das Grab des 1815 verstorbenen Rabbi Nachum Sofer, das von orthodoxen Juden aus aller Welt besucht wurde. Bereits während der Novemberpogrome verwüstet, wurde der Friedhof später zu einem der größten Massengräber in Böhmen: Die Leichen von mehr als 600 KZ-Häftlingen wurden auf dem Friedhofsgelände verbrannt und ihre Asche hier vergraben.[30]
- Úsov/Mährisch-Aussee: Friedhof aus dem 17. Jahrhundert.

Der im 14. Jahrhundert angelegte Friedhof von Osoblaha/Hotzenplotz mit Grabmälern des 17. Jahrhunderts wurde 1945 durch Kampfhandlungen schwer beschädigt, blieb aber als Kulturdenkmal erhalten.

## Reichsgau Wartheland und Generalgouvernement Warschau
Im Rahmen eines historischen Projekts „Obecnie Nieobecni“ (polnisch Zur Zeit abwesend) entstand eine Liste von 500 Arealen in Polen, die früher als jüdische Friedhöfe dienten. Viele von ihnen sind heute Schulhöfe, Parks, Straßen, Gebäude oder Parkplätze. Sogar noch nach dem Krieg wurden die jüdischen Grabsteine als Baumaterial für Straßen und Gebäude verwendet. Bewusst gespenstisch wirkende, aus Plexiglas gefertigte, „transparente Grabsteine“ (Mazewot) mit hebräischen Inschriften, die an den Orten der ehemaligen Friedhöfe temporär aufgestellt werden, sollen den Niedergang dieser Art von heiligen Stätten in Polen symbolisieren. Sie dienen einer Photodokumentation. Allein in Łódź und Umgebung konnten 30 zerstörte Friedhöfe identifiziert werden.

### Zerstörung von Friedhöfen und Grabsteinen

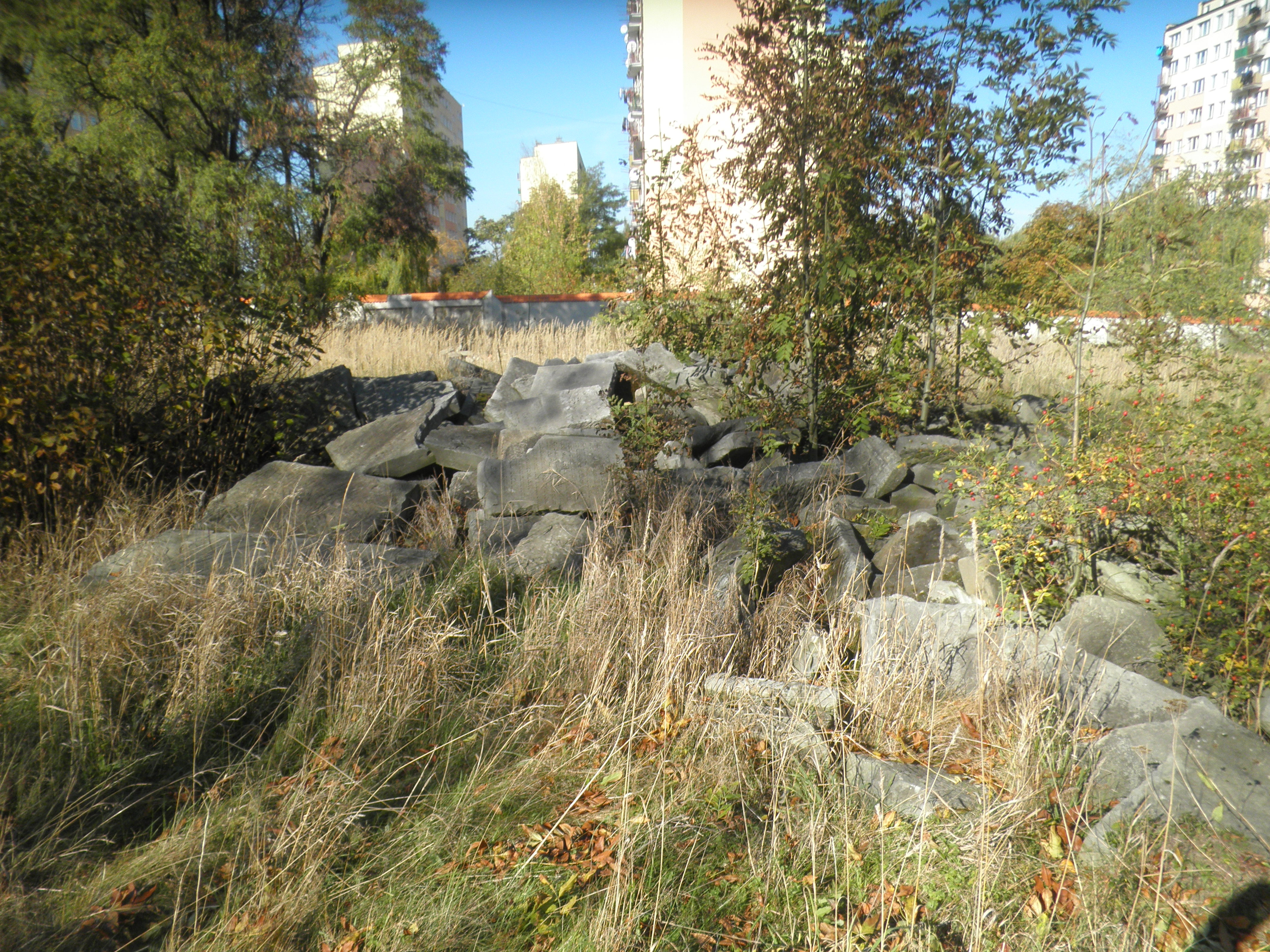
Aufgefundene Grabsteinfragmente vom alten jüdischen Friedhof in Kalisz (2011)

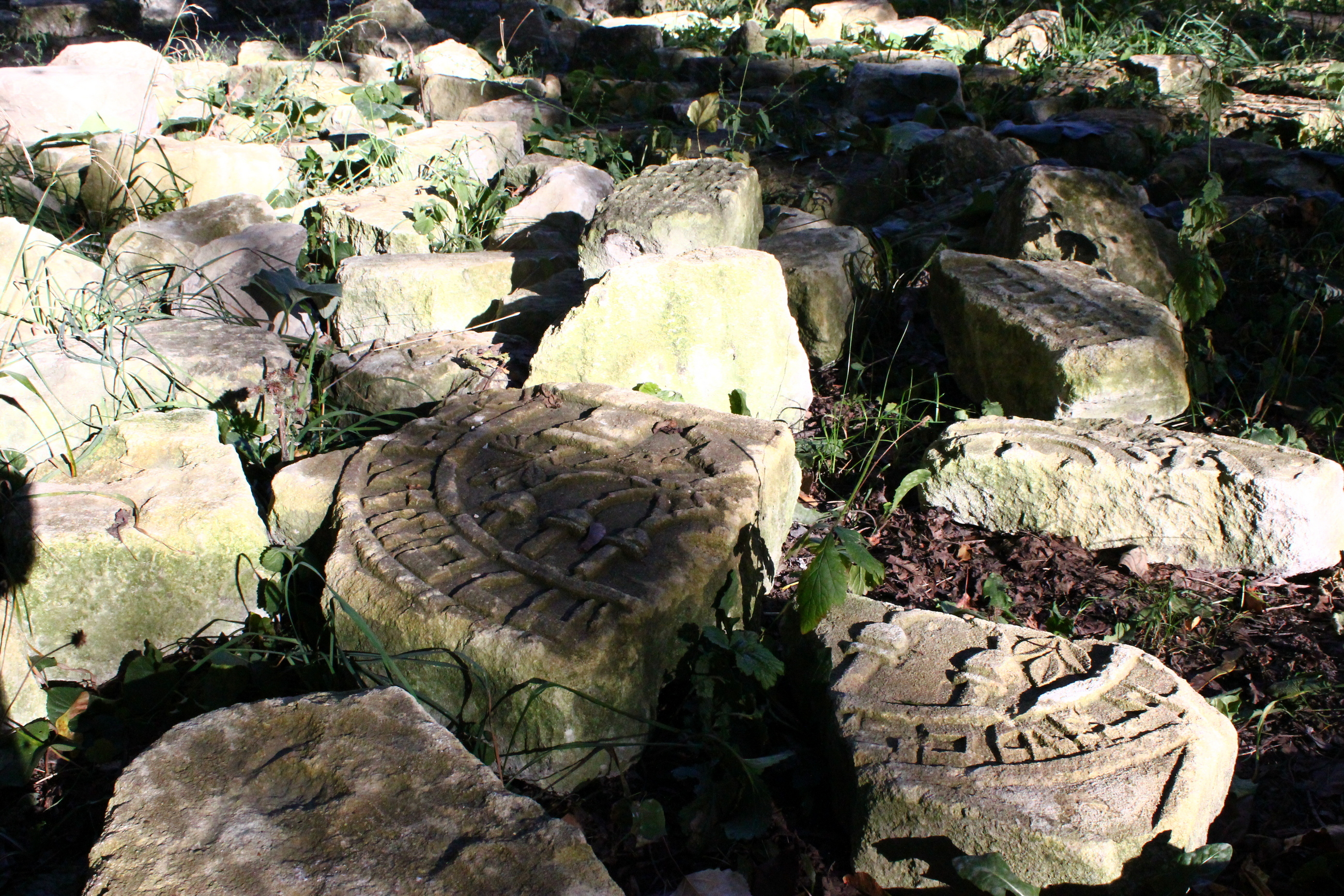
Grabsteinfragmente in Lwiw (2012)

Der Warthegau kann als ein „Experimentierfeld nationalsozialistischer Rassenpolitik“ bezeichnet werden (Michael Alberti). Die Zerstörung traf Synagogen, Friedhöfe und andere jüdische Einrichtungen gleichermaßen. Die meisten Friedhöfe wurden verwüstet oder eingeebnet. Häufig nutzte die Zivilverwaltung die Grabsteine für den Straßenbau (z. B. in Inowrocław/Hohensalza). Kalisz/Kalisch besaß einen der ältesten jüdischen Friedhöfe Europas; die Stadtverwaltung ließ ihn umpflügen. Erdreich, Grabsteine und Knochen wurden anschließend genutzt, um damit einen Kanal zuzuschütten. In Lwówek/Neustadt machte die Stadtverwaltung aus dem geschändeten jüdischen Friedhof einen Teil des Stadtparks. Auf dem im 16. Jahrhundert angelegten Remuh-Friedhof in Krakau-Kazimierz, heute ein Touristenziel, wurde aus den zum Straßenbau in Stücke zerschlagenen Grabsteinen in der Nachkriegszeit eine Installation („Klagemauer“) geschaffen.
Julian Scherner, SS- und Polizeiführer für den Distrikt Krakau, veranlasste Ende 1942 den Bau eines Zwangsarbeitslagers südlich der Krakauer Altstadt im Stadtteil Płaszów; in dieses Areal wurden zwei jüdische Friedhöfe einbezogen. Etwa 1500 bis 2000 Bewohner des Ghettos Podgórze wurden als „Barackenbau-Kommando“ zu Bauarbeiten in Płaszów gezwungen. Ein besonders belastender Aspekt dieser schweren und demütigenden Arbeit war, dass sie Grabsteine des alten jüdischen Friedhofs zerschlagen mussten, um sie zum Bau einer Straße zu verwenden. Bagger ebneten den alten Friedhof ein, wobei ständig Knochen und Särge freigelegt wurden. Jüdische Zwangsarbeiter mussten die Leichen exhumieren. Anschließend baute sie auf dem Areal Baracken.
Walter Panzer war Landkommissar in Tomaszów Lubelski. Nach der Liquidierung des dortigen Ghettos ließ er eine Straße mit jüdischen Grabsteinen pflastern.
In Lwiw/Lemberg befand sich ein historischer jüdischer Friedhof in dem von Rappaport-Straße, Kleparowska-Straße, Browarna- und Szpitalna-Straße umgebenen Areal. Die Grabsteine, die teilweise aus dem 14. Jahrhundert stammten, wurden unter der NS-Besatzung vollständig abgeräumt, zu Brocken zerschlagen und verteilten sich daraufhin als Baumaterial im Stadtgebiet. (Einige dieser zerschlagenen Grabsteine mit hebräischer Schrift befinden sich heute im Garten des Krankenhauses in der Rappaport-Straße, wo sie von Unbekannten deponiert, quasi zurückgebracht wurden.)

### Friedhöfe in Ghettos

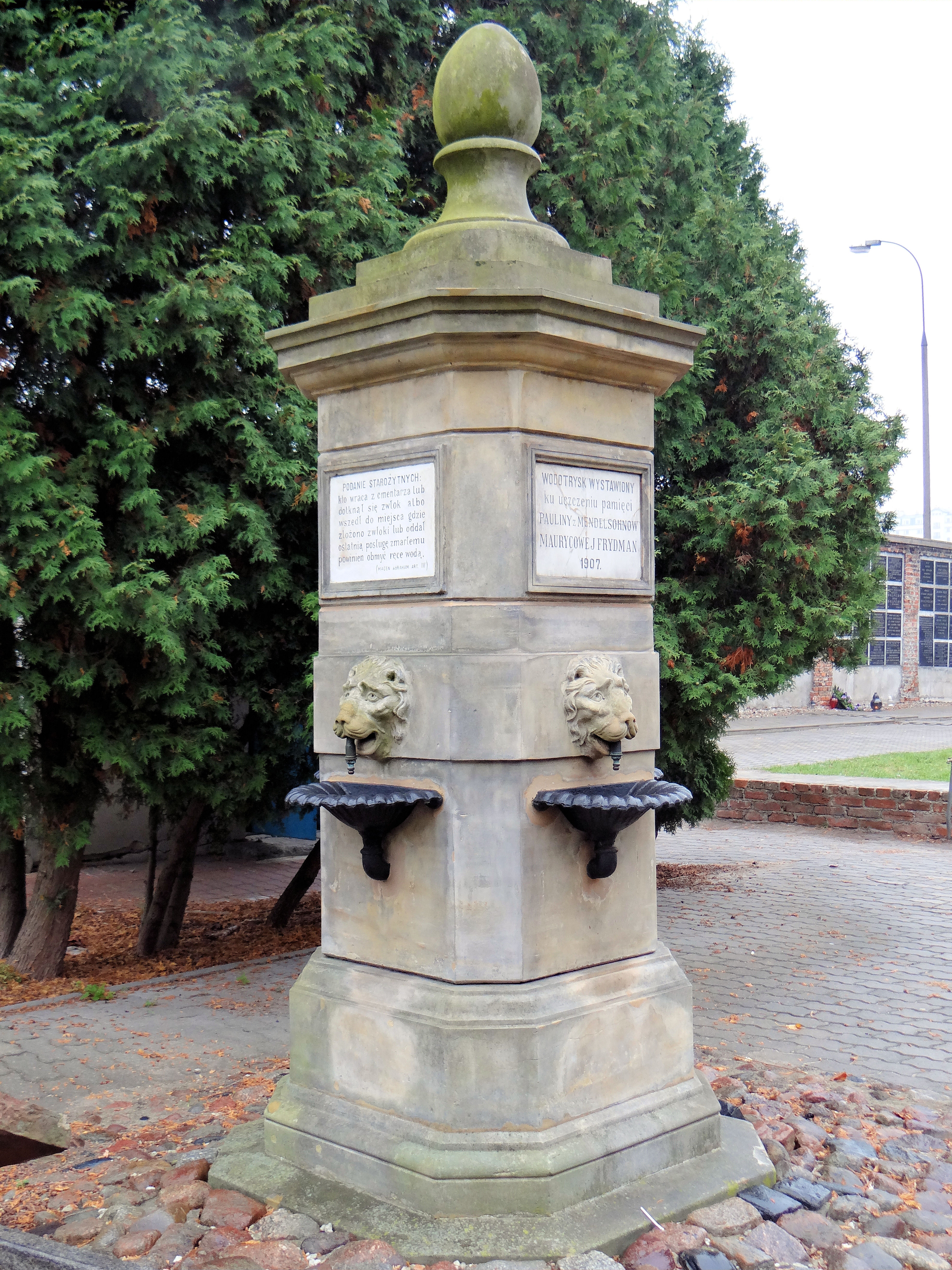
Bei der Zerstörung des Warschauer Ghettos blieb der Friedhof bestehen. Hier ein 1907 gestifteter Brunnen für die Handwaschung (2012)

Michał Zylberberg notierte in seinem Tagebuch, dass der jüdische Friedhof im Warschauer Ghetto häufig und besonders an Sonntagen von deutschen Soldaten besichtigt wurde. Gruppen von Soldaten sahen sich Beisetzungen an, besichtigten die Leichenhalle und „fotografierten gut gelaunt die Toten.“ Deutschen war das Betreten des Ghettofriedhofs später untersagt. Am 8. Mai 1942 schrieb Emanuel Ringelblum dazu: „Angeblich geht es um die Hygiene, in Wahrheit aber um etwas anderes. Viele Deutsche kommen auf den Friedhof und sehen sich den berühmten Verschlag an, in dem jeden Tag Haufen von Toten liegen, … Kandidaten für die Massengräber. Während dieser Besuche kam es immer wieder zu Diskussionen unter den Deutschen selbst. […] Es zeigte sich, dass diese Ausflüge eine fatale Wirkung auf die Besucher hatten, und deshalb hat man sie abgeschafft.“
In Łódź/Litzmannstadt wurde ein Teil des alten jüdischen Friedhofs ins Areal des 1940 eingerichteten Ghettos einbezogen. Paradoxerweise blieben der Friedhof des Ghettos Litzmannstadt, Schauplatz für die Tötung vieler Menschen, ebenso wie der Friedhof im Warschauer Ghetto bis Kriegsende bestehen, während die Gemeinden, die die Friedhöfe unterhalten hatten, Opfer des Holocaust wurden. Am Ende des Aufstandes im Warschauer Ghetto (15. Mai 1943) sprengten die deutschen Besatzer die dortige Friedhofssynagoge.
Die Bewohner des Ghettos von Zduńska Wola wurden am 24. August 1942 auf dem jüdischen Friedhof des Orts zusammengetrieben, wo zuvor schon zahlreiche Exekutionen stattgefunden hatten. Sie wurden dort zwei Tage festgehalten, um eine Selektion der Arbeitsfähigen bzw. Nicht-Arbeitsfähigen vorzunehmen. An dieser großen Aktion waren SS- und Polizeikräfte, örtliche Gestapo und Schutzpolizei beteiligt.

### Friedhöfe als Ort von Exekutionen

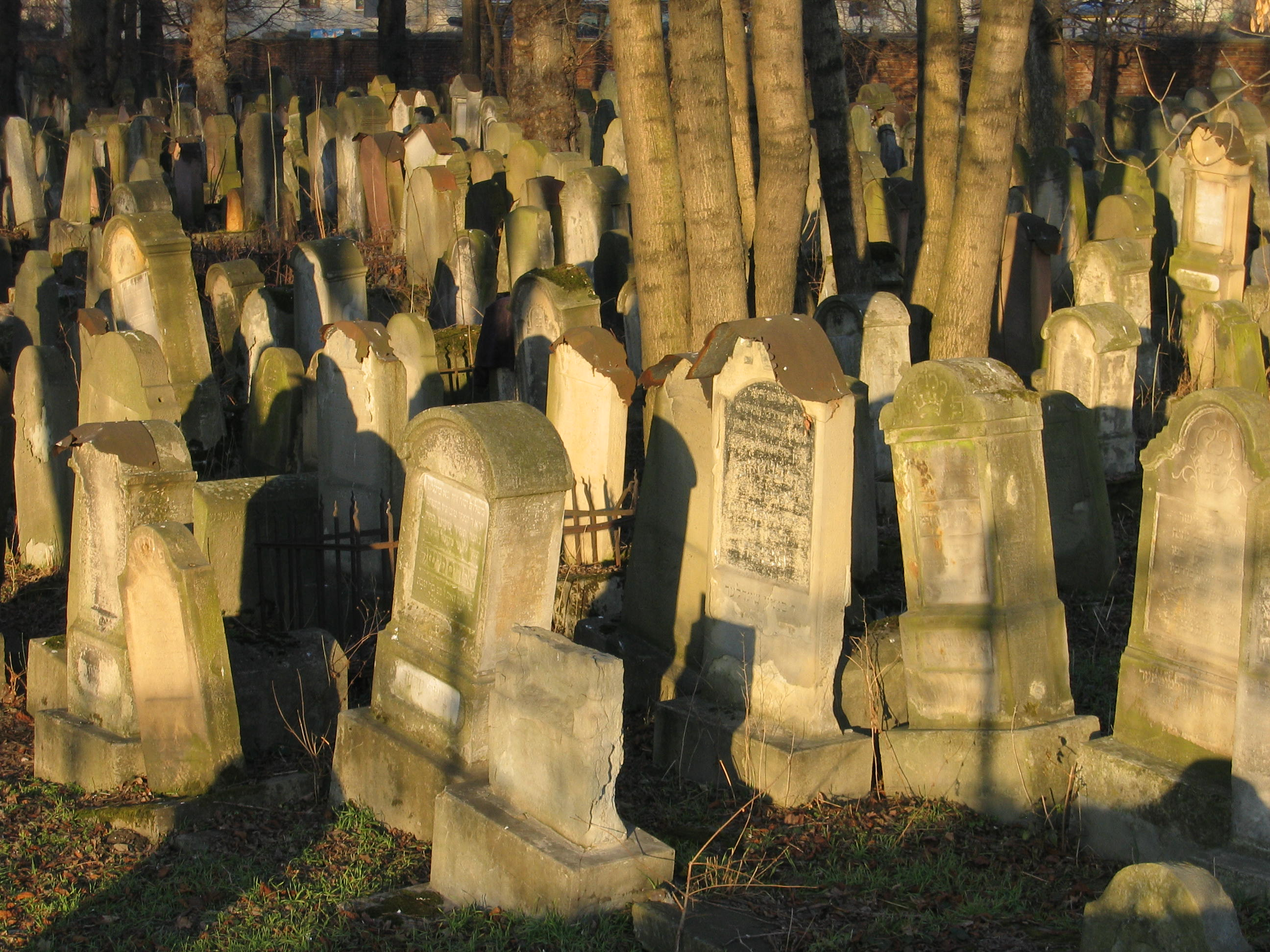
Jüdischer Friedhof Tarnów (2011)

Exekutionen von Juden wurden mehrfach auf jüdischen Friedhöfen vollzogen. Auftakt für diese Mordserie war der sogenannte Blutsonntag von Stanislau (12. Oktober 1941, der jüdische Feiertag Hoschana Rabba). Tatort war der neue, mit einer hohen Mauer umgebene Friedhof im Stadtteil Zagwozdzieckie, wo sich zahlreiche Schaulustige versammelt hatten, um das Gemetzel zu beobachten: Angehörige der Wehrmacht, Eisenbahner und Polizisten. Bereits am Vortag waren hier zwei tiefe Gruben ausgehoben worden. Erschießungskommandos (Sicherheitspolizisten und Angehörige des Polizeibataillons) töteten auf dem Friedhofsgelände im Lauf eines Tages 10.000 bis 12.000 Menschen. Als die Erschießungen begannen, brach unter den wartenden Juden eine Panik aus. Hunderte drängten zum Friedhofstor, so dass zahlreiche Menschen zu Tode getrampelt wurden. Da es ein diesiger, trüber Tag war, setzte die Dunkelheit recht früh ein. SS-Obersturmführer Hans Krüger, der die Aktion persönlich leitete, ließ LKW auffahren, um mit ihren Scheinwerfern den Friedhof auszuleuchten. Dies erwies sich jedoch als nicht wirkungsvoll, und so beendete entweder Krüger selbst oder Friedrich Katzmann die Aktion und erklärte: „Wer noch lebt, kann nach Hause gehen, der Führer hat Euch das Leben geschenkt.“ Am Folgetag durchsuchten Angehörige des Polizeibataillons den Friedhof nach Verletzten und erschossen diese. Der Friedhof wurde danach von Schaulustigen besucht, die feststellten, dass die Massengräber nur oberflächlich mit Erde bedeckt worden waren.
Mehr als 300 Juden, die als (vermeintliche) Kommunisten inhaftiert waren, ließ der Leiter des Grenzpolizeikommissariats am 28. April 1942 auf dem jüdischen Friedhof von Neu Sandez erschießen.
Bei der „Aussiedlung“ der jüdischen Bevölkerung von Tarnów am 11. Juni 1942 wurden gebrechliche und kranke Menschen gruppenweise zum jüdischen Friedhof gebracht und dort von Angehörigen der Waffen-SS erschossen; auch an den Folgetagen war der Friedhof einer von mehreren Hinrichtungsorten für etwa 10.000 als nicht arbeitsfähig eingestufte Menschen.
Am 3. August 1942 trieb ein aus Stanislau kommendes, von Krüger entsandtes Kommando der Sicherheitspolizei unter Leitung von Rudolf Müller fast 2000 Menschen zum jüdischen Friedhof von Dolyna und erschoss sie dort.
Der jüdische Friedhof von Stanislau war im September 1942 noch einmal Schauplatz von Exekutionen geworden. Im Rahmen der Aktion 1005 traf im Winter 1942/43 ein Kommando unter Leitung von Walter Schallock dort ein, das zunächst den Friedhof mit Sichtschutzwänden umgab. Man exhumierte die Leichen und verbrannte sie auf großen Holzstößen. Schallock entschied sich, den Friedhof zum zentralen Verbrennungsplatz zu machen, da hier nicht die Gefahr bestand, einen Waldbrand auszulösen. Aus der ganzen Umgebung trafen nun LKW mit Leichen hier ein.
In Tomaszów Mazowiecki, in Szydlowiec und in Kielce fand die sogenannte Purim-Aktion statt: In den Tagen um das Purimfest am 21. März 1943 fuhren Schutzpolizisten in Kielce unter dem Leiter der Polizeistation, Hauptmann Hans Gaier, mit einer Ausnahme die jüdischen Ärzte mit ihren Familien unter der Vorspiegelung, sie kamen zu einem auswärtigen Arbeitseinsatz, auf Kraftfahrzeugen zum jüdischen Friedhof. Dort erschossen die Polizisten die Juden. Es wird von insgesamt 50 Opfern ausgegangen.

## Reichskommissariate Ostland und Ukraine

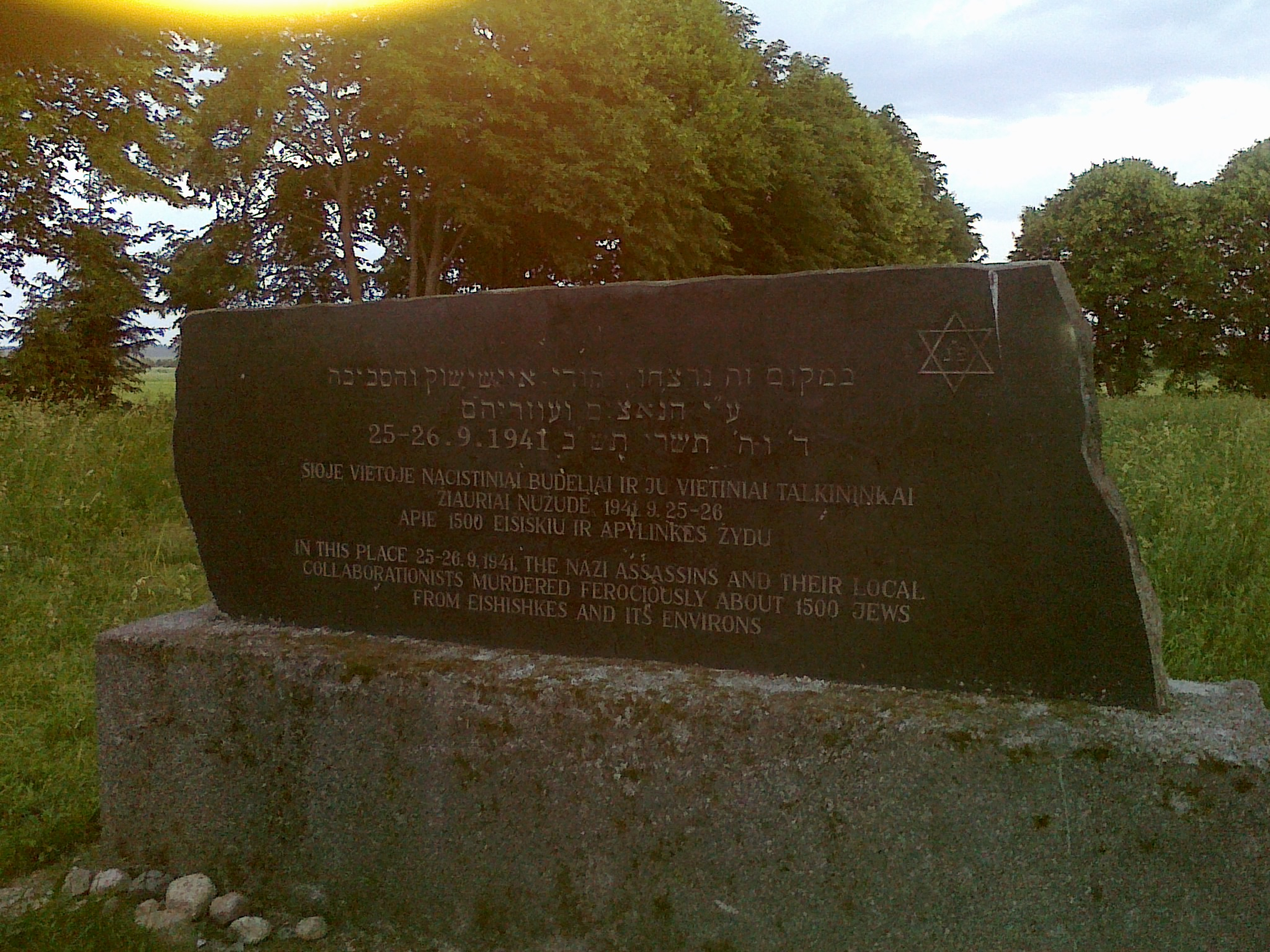
Gedenkstein auf dem alten jüdischen Friedhof von Eišiškės (2011)

Am 23. Juni 1941 erreichten deutsche Truppen Eišiškės, eine mehrheitlich von Juden bewohnte Ortschaft. Eišiškės gehört zu den ältesten jüdischen Siedlungen in Osteuropa. Am 21. September nahmen litauische Hilfstruppen hier über 3.500 Menschen gefangen, die an den folgenden Tagen an mehreren Orten hingerichtet wurden, einer davon war der Friedhof. Die Täter waren „Weißarmbinder“, Polizisten und betrunkene junge Männer aus der Gegend, die unter Leitung eines SS-Sonderkommandos handelten.
Am 3. Juli 1941 erschien eine Gruppe des Einsatzkommandos Tilsit unter Leitung von Hans Joachim Böhme in der Kleinstadt Jurbarkas nahe der deutsch-litauischen Grenze. Mit dem Bürgermeister wurde der jüdische Friedhof des Orts als Hinrichtungsort abgesprochen und Gruben vorbereitet. Örtliche Nationalisten hatten Namenslisten von Sowjet-Aktivisten und Juden vorbereitet, mit denen die Festnahmen erfolgten. In einer Kolonne wurden 370 Menschen zum Friedhof gebracht, in die Gruben getrieben und mit Pistolenschüssen getötet. Das Erschießungskommando feierte die Aktion danach in einer Gaststätte mit dem Geld, das man den Opfern abgenommen hatte.
Mitglieder der Einsatzgruppe A unter Leitung des Kommandeurs Walter Stahlecker verwüsteten am 4. Juli 1941 den Alten Jüdischen Friedhof von Riga. Hier befanden sich Holzgebäude (Bet- und Totenhaus) sowie eine 1903 errichtete Trauerhalle. Mitglieder der Einsatzgruppe sperrten die Friedhofsangestellten und ihre Familien sowie einige Zufallsopfer, insgesamt etwa 50 Menschen, in die Friedhofsgebäude und setzten sie in Brand. Die Friedhofsmauer bzw. das Friedhofsgelände war während des Bestehens des Ghettos Riga der übliche Ort für Erschießungen, die Ghettokommandant Kurt Krause persönlich vornahm.
Pranas Lukys, Chef der litauischen Sicherheitspolizei in der Kleinstadt Kretinga, ordnete die Hinrichtungen auf dem jüdischen Friedhof von Kretinga an, bei denen „Weißarmbinder“ im Juli und August 1941 insgesamt 356 Menschen ermordeten.
Im August 1943 mussten Zwangsarbeiter Grabsteine und Metallgitter eines nahe gelegenen jüdischen Friedhofs entfernen, um sie zum Bau der 10 × 10 m großen Scheiterhaufen zu verwenden, auf dem die Leichen des Massakers von Babyn Jar verbrannt wurden. Jüdische Friedhöfe in Minsk, Nowogrudok, Waloschyn, Radun, Braslau und Dolginowo nutzten NS-Täter als Hinrichtungsstätten der jüdischen Bevölkerung; diese Massengräber sind heute durch Denkmale gekennzeichnet.
Am 26./27. November 1941 erschossen Angehörige des Einsatzkommandos 8 etwa 3000 jüdische Einwohner von Orscha am dortigen alten jüdischen Friedhof, der nach dieser Initialtat Hinrichtungsstätte für überstellte Zivilisten war. Im Rahmen der Aktion 1005 öffnete der Trupp des Sonderkommando 7b im Juni 1944 das Massengrab. Unter dem Kanonendonner der sich nähernden Front wurden 1.700 Leichen exhumiert, nach Wertsachen durchsucht und verbrannt, bevor Orscha am 26. Juni von der Roten Armee befreit wurde (Operation Bagration).

## Griechenland

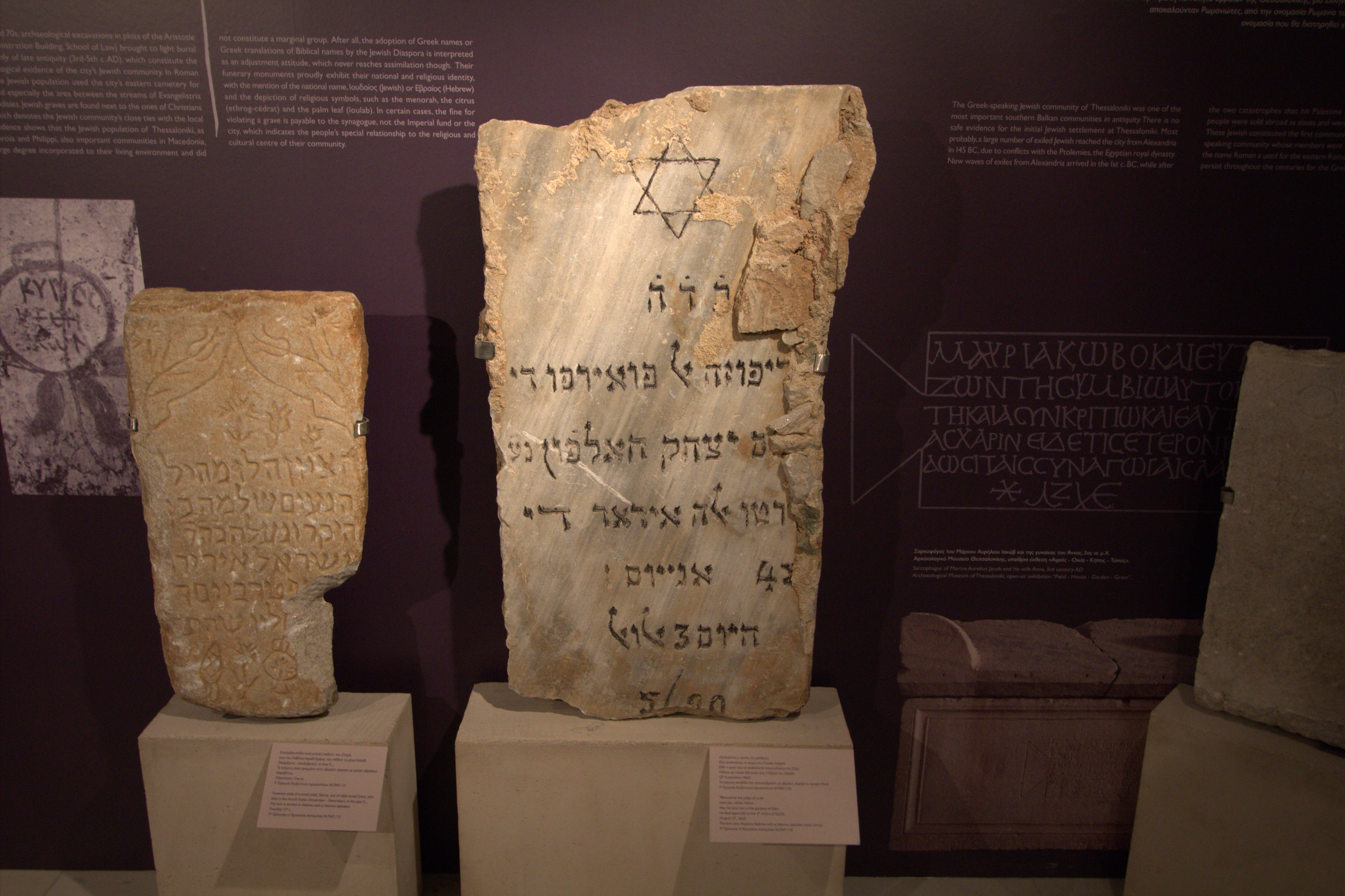
Zwei Grabsteine vom Alten Jüdischen Friedhof, Ausstellung im Archäologischen Museum von Thessaloniki (2013)

Der Alte Jüdische Friedhof von Thessaloniki galt Ende des 19. Jahrhunderts als der größte jüdische Friedhof in Europa. Er hatte ein Areal von über 35 ha und bestand seit der Ankunft sephardischer Juden, die 1492 aus Spanien vertrieben worden waren. Bereits nach dem großen Stadtbrand von 1917 gab es Pläne, alle alten innerstädtischen Friedhöfe zu entfernen, um an ihrer Stelle ein modernes Universitätsgelände und einen Stadtpark zu schaffen. Davon wurde aber wenig umgesetzt. Am 9. April 1941 traf die Wehrmacht in Thessaloniki ein, und nach einem Ortstermin am 6. Dezember 1941 ließ die Stadtverwaltung die historischen Grabsteine abräumen. Sie wurden unter anderem zur Auskleidung eines Schwimmbeckens der Wehrmacht genutzt. Viele Grabsteine wurden in kirchlichen Bauprojekten verwendet. Ein Beispiel hierfür ist die Renovierung der Agios-Dimitrios-Basilika. Das Friedhofsgelände blieb bis Kriegsende eine Brache, auf der Grabsteinfragmente und menschliche Gebeine verstreut lagen. In Thessaloniki hatte die deutsche Besatzung den Rahmen gesetzt, innerhalb dessen die griechische Stadtverwaltung ein längst geplantes Projekt realisierte. Das Friedhofsgelände gehört heute zum Campus der Aristoteles-Universität Thessaloniki. 2012 wurden 668 Fragmente jüdischer Grabsteine auf einem Grundstück in Thessaloniki gefunden, nachdem 70 Jahre lang nach weiteren Resten von Gräbern gesucht worden war.